# Мальчевская (Архангельская область)
Мальчевская — деревня в Красноборском районе Архангельской области. Входит в состав Алексеевского сельского поселения.

## География
Находится в юго-восточной части Архангельской области на расстоянии приблизительно 1 км на восток-юго-восток по прямой от административного центра района села Красноборск на левобережье реки Северная Двина.

## История
Не была отмечена даже на карте 1984 года.

## Население
Численность населения: 1 человек (русские 100 %) 2002 году, 0 в 2010.